# Свети Пантелеймон (Ивановци)
Вижте пояснителната страница за други значения на Свети Пантелеймон.
„Свети Пантелеймон“ е българска църква в село Ивановци, община Кюстендил.
Църквата се намира над селото, в местността Пантеле, в непосредствена близост до границата на Република България с Република Сърбия. Построена е през 1869 г. Представлява трикорабна едноапсидна църква с колони. От западната страна е изграден открит нартекс с колони. Иконостасът е дървена направа, с оригинални композиционни мотиви. Олтарните двери са резбовани, украсени с медальони на светци. Църквата няма стенописна украса.